# Scenopinus
Scenopinus är ett släkte av tvåvingar. Scenopinus ingår i familjen fönsterflugor.

## Bildgalleri

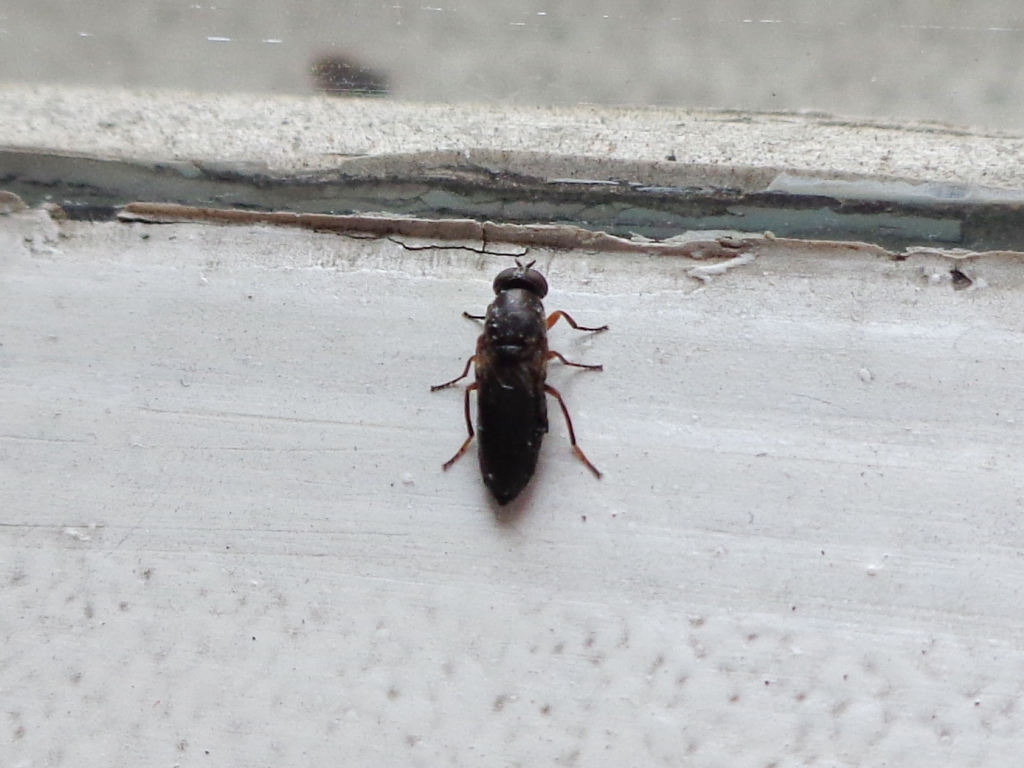

## Dottertaxa tillScenopinus, i alfabetisk ordning[1][2]
- Scenopinus adventicius
- Scenopinus adyeri
- Scenopinus aethiopicus
- Scenopinus afghanistanensis
- Scenopinus alalacteus
- Scenopinus albicinctus
- Scenopinus albicomus
- Scenopinus albidipennis
- Scenopinus albifasciatum
- Scenopinus albipilosus
- Scenopinus angustifrons
- Scenopinus antennatus
- Scenopinus anthrax
- Scenopinus aquelonius
- Scenopinus arrectus
- Scenopinus ascensus
- Scenopinus aurantipalpus
- Scenopinus balteatus
- Scenopinus barberi
- Scenopinus beameri
- Scenopinus bermudaensis
- Scenopinus bicuspis
- Scenopinus biroi
- Scenopinus bouvieri
- Scenopinus brevicornis
- Scenopinus breviterminus
- Scenopinus brittoni
- Scenopinus brunneus
- Scenopinus bryanti
- Scenopinus bulbapennis
- Scenopinus buscki
- Scenopinus butleri
- Scenopinus canarius
- Scenopinus casuarinus
- Scenopinus cavifrons
- Scenopinus chico
- Scenopinus cochisei
- Scenopinus cooki
- Scenopinus cornesi
- Scenopinus cornutus
- Scenopinus cretatus
- Scenopinus cristafrons
- Scenopinus curticornis
- Scenopinus curtipilosus
- Scenopinus darwini
- Scenopinus deemingi
- Scenopinus desertus
- Scenopinus dietricki
- Scenopinus dilkara
- Scenopinus dilkera
- Scenopinus downsi
- Scenopinus efflatouni
- Scenopinus electus
- Scenopinus erugatus
- Scenopinus estesi
- Scenopinus evansi
- Scenopinus eyrei
- Scenopinus femoratus
- Scenopinus fenestralis
- Scenopinus fijianus
- Scenopinus flandersi
- Scenopinus flavipes
- Scenopinus foxi
- Scenopinus fragosifrons
- Scenopinus fraterna
- Scenopinus freidbergi
- Scenopinus fryeri
- Scenopinus fulignatus
- Scenopinus fuscus
- Scenopinus galapagosensis
- Scenopinus gariesensis
- Scenopinus glabrifrons
- Scenopinus gobiensis
- Scenopinus gossypius
- Scenopinus griseus
- Scenopinus gromieri
- Scenopinus hagai
- Scenopinus halteralis
- Scenopinus harleyi
- Scenopinus hermonensis
- Scenopinus herzliyanus
- Scenopinus howdeni
- Scenopinus huldanus
- Scenopinus ikoyianus
- Scenopinus inquilinus
- Scenopinus japonicus
- Scenopinus johnsoni
- Scenopinus josius
- Scenopinus kaszabi
- Scenopinus katbergi
- Scenopinus keiseri
- Scenopinus kelseyi
- Scenopinus kontagoranus
- Scenopinus kuiterti
- Scenopinus lesinensis
- Scenopinus limbunyai
- Scenopinus limpidipennis
- Scenopinus lincinus
- Scenopinus longiventris
- Scenopinus lucidus
- Scenopinus lunulanotafrons
- Scenopinus maai
- Scenopinus maculosa
- Scenopinus maculosus
- Scenopinus madagascariensis
- Scenopinus magnicornis
- Scenopinus majalcai
- Scenopinus mariensis
- Scenopinus masoni
- Scenopinus megapodemus
- Scenopinus mendumae
- Scenopinus microgaster
- Scenopinus millarae
- Scenopinus minusculus
- Scenopinus minutus
- Scenopinus mirabilis
- Scenopinus monodi
- Scenopinus montanus
- Scenopinus monterreyi
- Scenopinus nakkari
- Scenopinus namibensis
- Scenopinus nidorcaupulus
- Scenopinus niger
- Scenopinus nigerianus
- Scenopinus nitidifrons
- Scenopinus nitidulus
- Scenopinus niveus
- Scenopinus norrisi
- Scenopinus nubilipes
- Scenopinus obregoni
- Scenopinus oldenbergi
- Scenopinus opaculus
- Scenopinus opacus
- Scenopinus orarius
- Scenopinus pakhuisensis
- Scenopinus pallidipennis
- Scenopinus palmulapalpus
- Scenopinus papuanus
- Scenopinus parallelus
- Scenopinus patrizi
- Scenopinus pecki
- Scenopinus peniculus
- Scenopinus perkinsi
- Scenopinus phaidimos
- Scenopinus physadius
- Scenopinus pilosus
- Scenopinus planifrons
- Scenopinus politus
- Scenopinus pygmaeus
- Scenopinus reciprocatus
- Scenopinus reduncus
- Scenopinus renneri
- Scenopinus retuertensis
- Scenopinus saini
- Scenopinus sanfordi
- Scenopinus schroederi
- Scenopinus schulzei
- Scenopinus scintellatus
- Scenopinus seftoni
- Scenopinus serratus
- Scenopinus sibiricus
- Scenopinus sigaloeis
- Scenopinus sigaloensis
- Scenopinus sinensis
- Scenopinus spurrelli
- Scenopinus squamosus
- Scenopinus stegmaieri
- Scenopinus stephanos
- Scenopinus stuckenbergi
- Scenopinus tarsalis
- Scenopinus telleri
- Scenopinus tetravirgulatus
- Scenopinus thailandicus
- Scenopinus torrensianus
- Scenopinus transversus
- Scenopinus trigelasinus
- Scenopinus triquertrus
- Scenopinus umkomaasensis
- Scenopinus undulafrons
- Scenopinus unifasciatus
- Scenopinus ussuriensis
- Scenopinus wahrmani
- Scenopinus valgus
- Scenopinus vanduzeei
- Scenopinus varipes
- Scenopinus weemsi
- Scenopinus velutinus
- Scenopinus werneri
- Scenopinus verrucosus
- Scenopinus vesicularis
- Scenopinus vesperugocavus
- Scenopinus whittakeri
- Scenopinus vitripennis
- Scenopinus vockerothi
- Scenopinus zambianus
- Scenopinus zhelochovtsevi